# 火星時

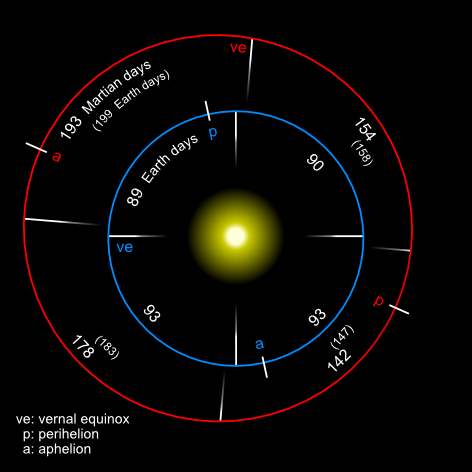
火星與地球的四季長度及時間的比較

火星時，根據火星公轉和自轉而定出來的歷法與時間機制。
火星有著25.19°的轉軸傾角，且自轉一周的時間與地球相似，因此火星亦有四季之分。但是，火星的一年約等於地球的兩年，且其軌道離心率亦比地球大得多，因此其四季變化均會比地球的差得多，而使用日晷測量火星時間所得出的數據亦會變得非常不準確。
各種計劃已經建議將火星的時間和曆法從地球的時間和曆法中獨立出去，成為一個實用的曆法，用於火星勘探用。

## 火星時間

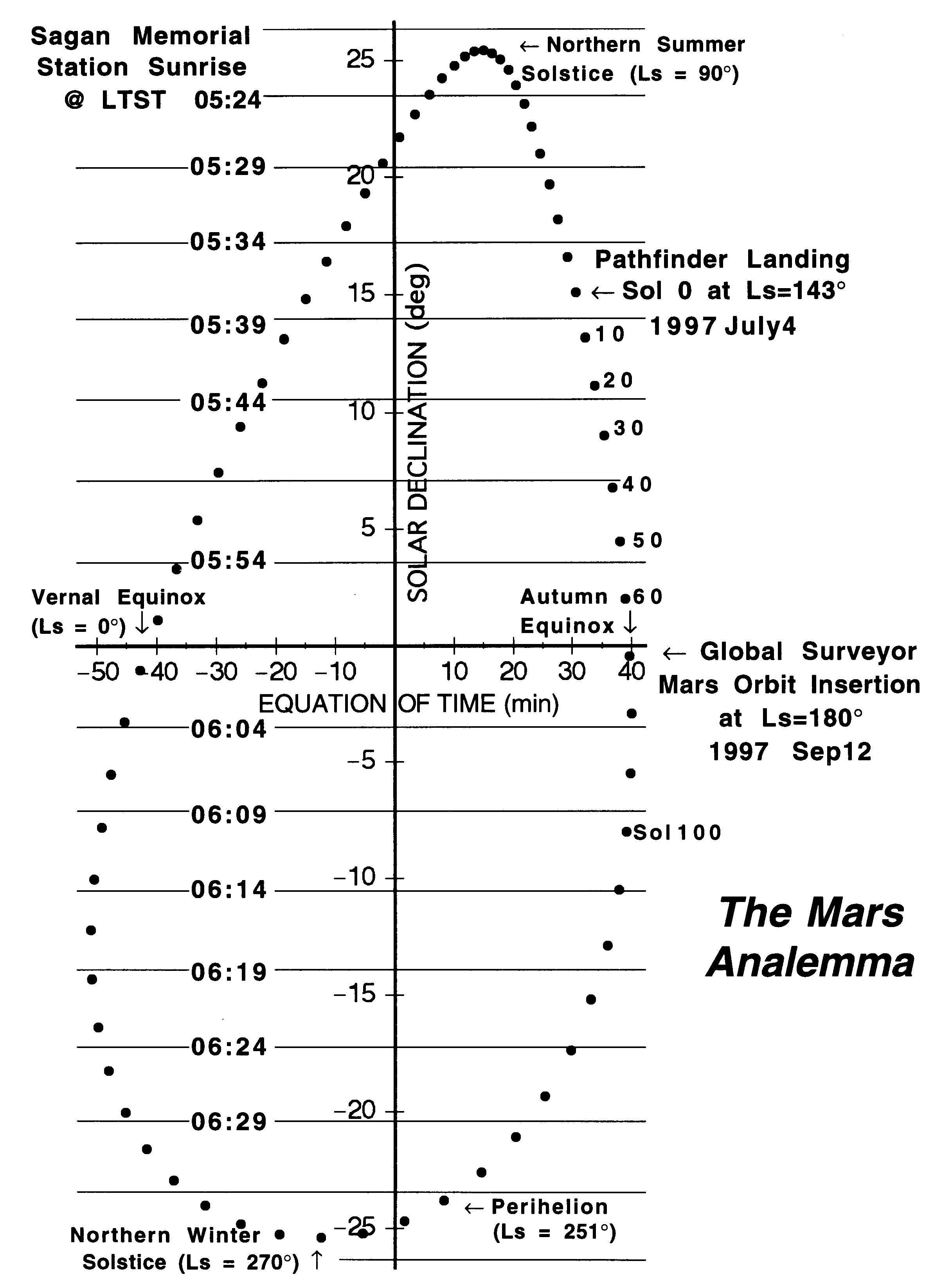
火星的日行跡

火星的恒星时長24小時37分鐘22.663秒，而太阳日則長88,775.24409秒，或24小時39分鐘35.24409秒。而地球的恒星时和太阳日則分別是23小時56分鐘4.0916秒及24小時。在比較之下，一火星太阳日等於1.027491地球太阳日，即比地球太阳日長2.7%。
為了應對火星太阳日比地球太阳日長39分鐘35秒的問題，不同航天機構均提議了不少火星時鐘設計，但至今還沒有獲接納。其中最常見的火星時鐘中的一日長24小時39分鐘35秒。

### 協調火星時
協調火星時（英語：Coordinated Mars Time，簡稱）是一種用於火星、類似於地球上世界時的時區規畫。協調火星時是以火星的本初子午線作為定義標準的平均太陽時曆法。「協調火星時」一名是改自地球的「協調世界時」（Coordinated Universal Time），但是此名稱卻有誤導成份：協調世界時有使用閏秒這一概念，但協調火星時根本沒有任何閏秒。

### 火星時區
迄今為止，每一個火星著陸器都只會使用自己專屬時區。但是，在六個成功著陸的火星登陸器之中，有五個均使用了當地平均太陽時（local mean solar time），只有第六個登陸器火星探路者使用了當地真太陽時（local true solar time）。

## 火星日
火星日，是指火星上一「昼夜」的时间，即火星上的一个太阳日。火星的一个恒星日的平均长度是24小时37分22.663秒，而火星的一个太阳日平均为88775.24409秒或24小时39分35.24409秒。火星的平均太阳日仅比地球长近2.7％。
火星与地球一样存在均时差，它可以通过火星的日行迹来计算。由于火星的轨道离心率比地球大，所以火星的太阳日长度相当不恒定。平均一天的长度变化幅度比地球大很多，在火星上，太阳比火星钟表的运行有时要慢50分钟，有时又可快40分钟。

## 火星曆
研究火星的科學家通常以火星相對太陽的經度變化（Ls）計算火星年。
Ls將火星春分定為0度，所以Ls90是火星夏至，Ls180是火星秋分，Ls270是火星冬至。
與地球的日曆相比，火星曆是2015年由美國太空總署有關的科學家提出，歐洲太空總署及各國探索火星的太空、航天機構一致採用，作為火星活動的記事日曆。火星曆只用年和日，沒有月份和星期。火星曆使用太陽經度（範圍0°-360°）定義火星年，並以1955年4月11日（Ls = 0°）作為第一年的開始。火星0年從1953年5月24日開始，並將之前的年份定義為負數。
火星-1年，地球日期1951年7月7日開始；
火星0年，地球日期1953年5月24日開始；
火星1年，地球日期1955年4月11日開始；
火星35年，地球日期2019年3月23日開始；
火星36年，地球日期2021年2月7日開始；
火星37年，地球日期2022年12月26日開始

## 曾經出現但無人使用的火星曆法
在地球，地球人通常使用格里曆，雖然相較儒略日複雜卻相當實用。基於類似的理由，如果有一天人類要在火星上協調不同地區的事情，就必須使用同一種曆法。大流士火星曆是其中一種被提出的曆法。因為火星年較地球年長，這曆法使用24個月，每個火星月的長度與地球的月長度接近。然而，地球的月份長度其實是與月球公轉地球周期有關係的，但一個"火星月"與兩個火星衛星都公轉周期都無關。火衛一與火衛二的周期僅為7小時與30小時。實際上，無論是大流士曆或者其他被提出的火星曆均無人使用。

## 科幻作品中的火星時
在金·史丹利·羅賓遜的《火星三部曲》小說裡，火星的時間仍維持與地球一致的24小時制，但在半夜時鐘會凍結39.5分鐘。同樣在《火星三部曲》裡，火星曆法使用24個月，在原英文版小說中月份的名稱仍與地球月份名稱一致，只是會在前面加註（如1 January代表第一個一月）

## 火星地球時間轉換方程式
- 儒略日
  - MJD = JD − 2,400,000.5
- 協調世界時
  - UTC = （MJD mod 86400） * 24
- 火星太陽日
  - MSD = （自2000年1月6日開始計算 00:00:00 UTC）/88775.244 + 44795.9998
- 協調火星時間
  - MTC = （MSD mod 86400） * 24[7]

## 外部連結
- MARS24火星時應用 （页面存档备份，存于）
- 美國宇航局算法 （页面存档备份，存于）
- 美國宇航局火星時鐘 （页面存档备份，存于）（好奇號）